# Heterodera axonopi
Heterodera axonopi é um nematódeo patógeno de plantas. A espécie hospedeira é a Axonopus marginatus.